# Stingray
Stingray – amerykański czołg lekki zbudowany dla lekkich jednostek US Army, opracowany przez firmę Cadillac Gage Textron (obecnie Textron Marine & Land Systems) na przełomie lat siedemdziesiątych i osiemdziesiątych. Nieprzyjęty do uzbrojenia US Armed Forces, ale produkowany na eksport dla odbiorców którzy ze względów doktrynalnych lub finansowych, nie przewidywali zakupu czołgów podstawowych najnowszego pokolenia.

## Historia
Na początku lat 80. w USA utworzono Rapid Deployment Forces (Siły Szybkiego Reagowania). W ich skład włączono jednostki powietrznodesantowe przystosowane do przerzutu droga lotniczą i wydzielone jednostki US Marine Corps przeznaczone do wykonywanie desantów morskich. Według założeń najbardziej prawdopodobnymi przeciwnikami jednostek wchodzących w skład RDF miały być siły zbrojne krajów trzeciego świata.
Wraz z utworzeniem nowych sił rozpoczęto konkurs na czołg przeznaczony dla jednostek powietrznodesantowych. Miał on mieć masę mniejszą niż właśnie wprowadzany do uzbrojenia czołg podstawowy M1 Abrams i być przystosowany do przewozu droga lotniczą. Do konkursu przystąpiło kilka firma amerykańskich. Ostatecznie badaniom poddano prototypy czołgów CCVL, DFSV, RDF/LT (w wersji bezwieżowej i klasycznej) oraz Stingray. W wyniku długich testów za zwycięzcę uznano w 1988 roku czołg Stingray, ale ostatecznie nie zdecydowano się na zakup. Jedynym nabywcą zostały siły zbrojne Tajlandii, które pod koniec lat 80. zakupiły około 110 czołgów Stingray. W następnych latach powstał prototyp czołgu Stingray II wyposażonego w grubszy pancerz, ale z uwagi na brak nabywców nie był on produkowany.

## Opis konstrukcji
Stingray jest czołgiem lekkim przeznaczonym dla wojsk aeromobilnych.
Załogę czołgu tworzy dowódca, działonowy, ładowniczy i mechanik-kierowca. Kierowca zajmuje miejsce w kadłubie, reszta załogi w wieży. Czołg ma przedział kierowania z przodu (właz kierwocy znajduje się w przedniej-górnej płycie pancerza), bojowy - w środkowej części kadłuba, a napędowy - z tyłu kadłuba. Kadłub Stingraya jest wykonany ze spawanych płyt pancernych (stop CADLOY). Pancerz czołowy chroni przed pociskami przeciwpancernymi wielkokalibrowych karabinów maszynowych, boczny i tylny tylko przed pociskami karabinowymi kalibru 7,62 mm. Na zewnątrz wozu przewidziano możliwość zamontowania dodatkowych ekranów pancernych.
Wieża pancerna podobnie jak kadłub jest spawana z walcowanych płyt pancernych. Po jej prawej stronie znajduje się stanowisko działonowego i dowódcy, po lewej ładowniczego. Wieża ta jest przystosowana do instalowania także w innych pojazdach, np. Sheridan M551, M41, M47, M48 i V-600.
Stingray wyposażono w komputerowy system kierowania ogniem DFCS (firmy Marconi), pasywne dzienno-nocne i termowizyjne przyrządy obserwacyjno-celownicze ze stabilizowanym polem widzenia oraz dalmierz laserowy. Dowódca obserwuje teren przy pomocy dzienno-nocnego przyrządu obserwacyjnego oraz celownika NV-5Z. Działonowy dysponuje dzienno-nocnym celownikiem M36E1.
W wieży znajduje się zasadnicze uzbrojenie wozu: 105 mm armata LRF z bruzdowanym przewodem lufy (przekonstruowana wersja armaty L7A3 brytyjskich zakładów Royal Ordnance Factories), wyposażona w osłonę termiczną, przedmuciwacz i hamulec wylotowy. Armata jest stabilizowana w dwóch płaszczyznach i naprowadzania na cel za pomocą układów elektrohydraulicznych. Armata LRF jest ładowana przez ładowniczego. Zapas amunicji zmagazynowanej w wieży to 3 naboje przygotowane do natychmiastowego użycia oraz kolejne 5 które znajdują się w pionowym wieszaku z lewej strony armaty. Większość nabojów armatnich (28 szt.) umieszczono w kadłubie czołgu, po obu stronach kierowcy.
Armata jest sprzężona z czołgowym karabinem maszynowym M240C. Dodatkowo na wieży zamocowany jest przeciwlotniczy wkm M2HB i osiem wyrzutni (2x4) granatów dymnych.
Napęd czołgu stanowi 8-cylindrowy, wysokoprężny silnik Detroit Diesel-Allison 8V-92 TA. Jest on zbudowany w układzie "V" z turbodoładowaniem, osiągający moc około 400 kW przy 2300 obr./min. Hydromechaniczny układ przeniesienia mocy Allison XTG-411-2A wykonano w postaci zintegrowanego bloku, zawierającego przekładnię hydrokinetyczną ze sprzęgłem blokującym, automatyczną skrzynię biegów i mechanizmy skrętu (hamulec i sprzęgło). Czołg osiąga prędkość 32 km/h w czasie 7 s.
Stingray posiada zawieszenie niezależne na wałkach skrętnych (2x6). Każde z 12 kół jezdnych jest połączone za pomocą wahacza z wałkiem skrętnym. Napęd z silnika jest przekazywany na znajdujące się w tylnej części pojazdu koła napędowe. Z przodu pojazdu znajdują się koła napinające. Koła jezdne są kołami podwójnymi, z zewnętrznymi bandażami gumowymi. Wahacze pierwszej, drugiej i ostatniej pary kół współpracują z hydraulicznymi amortyzatorami. Każda gąsienica jest podtrzymywana przez trzy rolki. Gąsienice maja szerokość 380 mm.
Stingray wyposażono m.in. w układ ochrony przed skutkami użycia broni masowego rażenia, system przeciwpożarowy oraz termiczną aparaturę dymotwórczą. 